# Paris-Roubaix 1955
Paris-Roubaix 1955 a fost a 53-a ediție a Paris-Roubaix, o cursă clasică de ciclism de o zi din Franța. Evenimentul a avut loc pe 10 aprilie 1955 și s-a desfășurat pe o distanță de 246 de kilometri de la Paris până la velodromul din Roubaix. Câștigătorul a fost Jean Forestier din Franța.

## Rezultate
| Loc | Ciclist                 | Timp       |
| --- | ----------------------- | ---------- |
| 1   | Jean Forestier (FRA)    | 6h 06' 42" |
| 2   | Fausto Coppi (ITA)      | +0' 15"    |
| 3   | Louison Bobet (FRA)     | +0' 15"    |
| 4   | Gilbert Scodeller (FRA) | +0' 15"    |
| 5   | Raymond Impanis (BEL)   | +0' 42"    |
| 6   | Ernest Sterckx (BEL)    | +0' 42"    |
| 7   | Hugo Koblet (SUI)       | +0' 42"    |
| 8   | Bernard Gauthier (FRA)  | +0' 42"    |
| 9   | Jacques Dupont (FRA)    | +1' 08"    |
| 10  | Joseph Planckaert (BEL) | +1' 08"    |